# Stazione di Acquasparta
Stazione di Acquasparta vasútállomás Olaszországban, Acquasparta településen.

## Vasútvonalak
Az állomást az alábbi vasútvonalak érintik:
- Centrale Umbra-vasútvonal

## Kapcsolódó állomások
A vasútállomáshoz az alábbi állomások vannak a legközelebb:
- Stazione di Montecastrilli (Stazione di Terni, Centrale Umbra-vasútvonal)
- Stazione di Massa Martana (Sansepolcro railway station, Centrale Umbra-vasútvonal)